# Tessères de Vako-nana
Vako-nana Tesserae
Pour les articles homonymes, voir Vako-nana.
Les tessères de Vako-nana (désignation internationale : Vako-nana Tesserae) sont un ensemble de terrains polygonaux situé sur Vénus dans le quadrangle de Bell Regio. Il a été nommé en référence à Vako-nana, sage protectrice adyguée.